# Wikispecies
Wikispecies es un proyecto de la Fundación Wikimedia cuya misión es la de ser un directorio libre de especies. Cubre los animales, plantas, hongos, bacterias, arqueas, protistas y otras formas de vida, y se desarrollará en estrecho contacto con otros proyectos wiki, especialmente Wikipedia. Fue creado en el 2004 por propuesta de Benedikt Mandl.
Jimmy Wales, presidente emérito de la Fundación Wikimedia, dijo que en sus inicios los editores no están obligados a enviar por fax sus títulos, pero que las comunicaciones tendrán que pasar el examen con una audiencia técnica.
El proyecto empezó en septiembre de 2004. El 30 de octubre de 2018, tenía 600 000 artículos. El 17 de septiembre de 2023, el proyecto alcanzó los 850 000 artículos y un total de 1,87 millones de páginas.
Como base de datos para taxonomía y nomenclatura, Wikispecies incluye páginas de taxones y, además, páginas sobre sinónimos, autoridades taxonómicas, publicaciones taxonómicas, material tipo e instituciones o repositorios que contienen especímenes tipo.